# Llengües jirajaranes
Les llengües jirajaranes o jirajiranes són un grup de llengües extintes que es parlaven a l'oest de Veneçuela, a les regions de Falcón i Lara. Es creu que totes les llengües es van extingir a principis del segle xx.

## Classificació
Les llengües jirajara es considera un grup de llengües quasi-aïllades. Adelaar i Muysken assenyalen que existeixen unes certes similituds lèxiques amb les llengües timote-cuica i similituds tipològiques amb les llengües txibtxa, però l'escassetat de dades impedeix donar per vàlid qualsevol parentiu. Jahn, entre d'altres, ha suggerit una relació entre les llengües jirajaranes i les betoi, principalment per la similitud dels etnònims. Greenberg i Ruhlen classifiquen a les llengües jirajaranas com a part d'una hipotètica família paezana, juntament amb les llengües betoi, el páez, les llengües barbacoanes i altres.

### Llengües de la família
A partir de la documentació existent, s'han identificat tres llengües com clarament membres de la família jirajara:
- Jirajara, parlat a l'estat Falcón
- Ayomán, parlada al llogaret de Siquisique a l'estat Lara
- Gayón, parlada al naixement del riu Tocuyo a l'estat Lara

Čestmír Loukotka inclou quatre llengües més en la família per a les quals no existeix documentació pel que la seva adscripció a la família és purament especulativa:
- Coyone, parlat al naixement del riu Portuguesa a l'estat Portuguesa
- Cuiba, parlat a la ciutat d'Aricagua.
- Atatura, parlat entre els rius Rocono i Tucupido.
- Aticari, parlat al llarg del riu Tocuyo.

## Descripció lingüística
A partir de l'escassa documentació existent, es poden reconstruir un número limitat de característiques tipològiques:
1. ordre VO en oracions transitives
apasi mamán (Jirajara)
1a.tallar 1ªPOS.mà
'Tallo la meva mà'
2. El subjecte precedeix al verb
depamilia buratá (Ayomán)
la.família és.bona
'La família és bona'
3. El posseïdor precedeix a l'objecte posseït
shpashiú yemún(Ayomán)
arc 3ªPOS.corda
'la corda de l'arc'
4. Els adjectius segueixen als noms que qualifiquen
pok diú (Jirajara)
muntanya gran
'la muntanya alta'
5. Els numerals precedeixen als noms que quantifiquen
boque soó (Ayomán)
un cigarret
'un cigarret'
6. Ús de postposicionesen lloc de preposicions
angüi fru-ye (Jirajara)
1a.anar Siquisique-a
'(jo) vaig a Siquisique.'

### Comparació lèxica
La següent llista ofereix alguns cognats en llengües jirajaranes:
| GLOSSA  | Ayomán     | Gayón    | Jirajara |
| ------- | ---------- | -------- | -------- |
| foc     | dug        | dut, idú | dueg     |
| peu     | a-sengán   | segué    | angán    |
| gallina | degaró     | digaró   | degaró   |
| casa    | gagap      | hiyás    | gagap    |
| serp    | huhí, jují | jují     | túb      |
| sol     | iñ         | yivat    | yuaú     |

Vocabulari comparatiu de l'ayamán, jirajara, i gayón:
| Català     | Ayamán                              | Jirajara | Gayón              |
| ---------- | ----------------------------------- | -------- | ------------------ |
| tigre      | boosin, boosin, súggo, boshí shashá | bosin    | bosín, bosin-dut   |
| guineu     | mahari                              | moorí    | guajaren, guarjen  |
| porc       | mohoins, mañó                       | moñe     | moí, moy           |
| aluata     | dug                                 | duj      | dut                |
| cérvol     | aguí, anguiye                       | agüí     | jagüio             |
| armadillos | doux                                | dok      | dot, dokt, dou     |
| guacharaca | adtogo, laóstogo                    | atogó    | guastogó, guastegó |
| pauji      | suhunhí                             | suí      | sinhío             |
| aigua      | in                                  | ing      | him, güalli        |
| foc        | du, dus                             | dueg     | dut                |
| ganivet    | pisiú, pisiguí                      | pisiú    | sigüí              |
| totuma     | kururú                              | kururú   | basteá, kuao deop  |